# Galàxids
Els galàxids (Galaxiidae) són una família de petits peixos teleostis de l'ordre dels osmeriformes. Els seus representants es troben en aigües dolces de tot l'hemisferi Sud, incloent Sud-àfrica, Sud-amèrica, Nova Zelanda, Austràlia, illa de Lord Howe, Nova Caledònia i illes Malvines. Una espècie de galàxid, Galaxias maculatus, és probablement el peix d'aigua dolça més àmpliament distribuït naturalment del món.

## Gèneres i espècies
Existeixen 51 espècies vàlides, agrupades en 7 gèneres i 3 subfamílies:
- Subfamilia Aplochitoninae:
  - Gènere Aplochiton (Jenyns, 1842):
    - Aplochiton taeniatus (Jenyns, 1842) - Confit (a l'Argentina i Xile).
    - Aplochiton zebra (Jenyns, 1842) - Confit (a l'Argentina) o Farionela llistada (en Xile).
- Subfamilia Galaxiinae:
  - Gènere Brachygalaxias (Eigenmann, 1928)
    - Brachygalaxias bullocki (Regan, 1908) - Puye (en Xile).
    - Brachygalaxias gothei (Busse, 1983)

  - Gènere Galaxias (Cuvier, 1816)
  - Gènere Galaxiella (McDowall, 1978)
    - Galaxiella munda (McDowall, 1978)
    - Galaxiella nigrostriata (Shipway, 1953)
    - Galaxiella pusilla (Mack, 1936)

  - Gènere Neochanna (Günther, 1867)
    - Neochanna apoda (Günther, 1867)
    - Neochanna burrowsius (Phillipps, 1926)
    - Neochanna cleaveri (Scott, 1934)
    - Neochanna diversus (Stokell, 1949)
    - Neochanna heleios (Ling y Gleeson, 2001)

  - Gènere Paragalaxias (Scott, 1935)
    - Paragalaxias dissimilis (Regan, 1906)
    - Paragalaxias eleotroides (McDowall y Fulton, 1978)
    - Paragalaxias julianus (McDowall y Fulton, 1978)
    - Paragalaxias mesotes (McDowall y Fulton, 1978)
- Subfamília Lovettiinae:
  - Gènere Lovettia (McCulloch, 1915)
    - Lovettia sealii (Johnston, 1883)